# 374년

## 연호
- 동진(東晉) 영강(寧康) 2년
- 전량(前凉) 승평(昇平) 18년
- 전진(前秦) 건원(建元) 10년
- 대(代) 건국(建國) 37년

## 기년
- 동진(東晉) 효무제(孝武帝) 2년
- 신라(新羅) 내물 마립간(奈勿麻立干) 19년
- 고구려(高句麗) 소수림왕(小獸林王) 4년
- 백제(百濟) 근초고왕(近肖古王) 29년

## 사건
- 11월 30일 - 암브로시우스 밀라노에서 기독교 세례를 받다.

## 탄생
- 고구려(高句麗)의 19대 태왕(太王) 광개토왕(廣開土王)